# بوب و بوبک
بوب و بوبک با نام کامل بوب و بوبک - خرگوش‌هایی در کلاه (به چکی: Bob a Bobek - králíci z klobouku)  مجموعه‌ای انیمیشن برای کودکان و محصول کشور چکسلواکی (چک) است که ماجراهای دو خرگوش ساکن در کلاه یک شعبده‌باز را روایت می‌کند.

## مشخصات
بوب و بوبک دو خرگوشند که در کلاه یک شعبده‌باز زندگی می‌کنند. بوب بزرگتر و زیرکتر است و بوبک کوچکتر ولی کاردان‌تر و باهوشتر از بوب است و در کنار یکدیگر ماجراهای خنده‌آوری را خلق می‌کنند.
سریال بوب و بوبک در سال ۱۹۷۹ در کشور چکسلواکی و نخست در ۳۹ قسمت ۸ دقیقه‌ای ساخته شد و اولین قسمت آن در ۱۱ دسامبر ۱۹۷۹ به نمایش درآمد. شمار اپیزودهای این سریال انیمیشن تاکنون به بیش از ۹۰ قسمت ۸ دقیقه‌ای رسیده است.

## گروه تولید
- کارگردان: واکلاو بدریچ[۱][۳]، میروسلاو والتر، ایوو هجمن[۲]
- نویسنده: ولادیمیر ژیرانک، ژیری سبانک[۳]
- صداپیشه:  ژوزف دورژاک[۱][۳]
- موسیقی: پتر اسکومال[۱][۳]
- فیلمبردار: ژاروسلاو فورمن، اوا کارجروا، زدنک کووار[۳]